# Majasaari (ö i Kymmenedalen, Kouvola, lat 60,99, long 27,09)
Majasaari är en ö i Finland. Den ligger i sjön Hangasjärvi och i kommunen Kouvola i den ekonomiska regionen  Kouvola ekonomiska region  och landskapet Kymmenedalen, i den södra delen av landet, 150 km nordost om huvudstaden Helsingfors. Öns area är 0,2 hektar och dess största längd är 60 meter i öst-västlig riktning.